# Esther Vilar
Esther Vilar (née Esther Margareta Katzen le 16 septembre 1935 à Buenos Aires, Argentine) est une médecin et une écrivaine argentine d'origine allemande. Après avoir pratiqué la médecine, elle est devenue écrivain. Au début du XXIe siècle, elle est surtout connue pour ses études des années 1970-1979 intitulées Le Sexe polygame et The Manipulated Man. Vilar y affirme que les femmes vivant dans les pays industrialisés ne sont pas opprimées par les hommes, mais qu'elles maintiennent au contraire des pratiques qui manipulent les hommes en ce qui a trait aux relations de couple. Elle a rédigé d'autres ouvrages sur le même thème.

## Biographie
Esther Vilar est issue d'une famille d'émigrés allemands juifs. Ses parents se sont séparés alors qu'elle était âgée de trois ans. Esther Vilar a fait des études de médecine à l'Université de Buenos Aires avant de retourner en Allemagne de l'Ouest en 1960 pour continuer ses études en psychologie et sociologie. À l'issue de ses études, elle a enchaîné des emplois comme médecin dans un hôpital, traductrice, vendeuse, travailleuse à la chaine, mannequin chaussure et secrétaire. Esther Vilar est membre du conseil scientifique de la Fondation Giordano Bruno, une fondation critique envers les religions.
En 1961, Esther Vilar épouse l'auteur allemand Klaus Wagn dont elle aura un fils, Martin, en 1964. À propos de son divorce, survenu après deux ans de mariage, elle déclare : « Je n'ai pas rompu avec un homme, mais avec le mariage en tant qu'institution. »
Elle s'est fait connaître comme écrivain en 1971 avec son livre Der dressierte Mann (L'Homme subjugué) notamment grâce à son passage au programme télévisé Wünsch Dir was. Dans ce livre, elle formule la thèse provocatrice selon laquelle les femmes ne sont pas opprimées par les hommes, comme le postulent les mouvements féministes émergents à l'époque, mais qu'inversement, les hommes sont opprimés par les femmes. Avec ce livre, elle provoque une grande controverse et des réactions hostiles violentes, notamment des agressions physiques. Elle est agressée physiquement par quatre jeunes femmes dans les toilettes de la Bibliothèque d’État de Munich et reçoit des menaces de mort. C'est d'après elle, la raison pour laquelle elle a quitté l'Allemagne.
En 1975, elle participe à un débat télévisé avec Alice Schwarzer, qui est une représentante du mouvement féministe à l'époque. Dans son reportage sur l'émission, Der Spiegel qualifie Vilar d'« aide masculin populaire dans la lutte entre les sexes » (modisch-populäre Manneshelferin im Geschlechterkampf). La diffusion de l'émission entraîne de nombreuses discussions. Les opinions étaient alors partagées quant à savoir qui avait dominé lors du débat.
Dans son livre Das Ende der Dressur (La fin du dressage) (1977), Vilar dénonce un prétendu leadership des lesbiennes qu'elle accuse de vouloir séduire les femmes hétérosexuelles « qui normalement seraient complètement inaccessibles à leurs désirs fantaisistes ». Pour ce faire, elles utiliseraient le mouvement féministe, qui se compose presque exclusivement de lesbiennes et de « femmes masculinisées ».
Esther Vilar a publié d'autres livres et pièces de théâtre, souvent critiques contre des positions « de gauche » et féministes. Parmi ses textes les plus connus, on peut citer la critique de la pièce de Henrik Ibsen Une maison de poupée (Nora oder Ein Puppenheim), qui a été très bien accueillie par les mouvements féministes dans les années 1970. Ses pièces de théâtre, en particulier EiferSucht, sont jouées sur des scènes allemandes et européennes.
Dans Der betörende Glanz der Dummheit (La splendeur séduisante de la stupidité), elle s'oppose à une trop grande spécialisation. L'épigraphe du début par Bertrand Russell dit : « C'est si dommage : les personnes stupides sont si sûres d'elles et celles intelligentes si pleines de doutes ». Dans Die Fünf-Stunden-Gesellschaft (La société de cinq heures), elle propose un modèle de temps de travail alternatif. Vilar essaye de mieux réguler la répartition du travail avec l'aide de deux tranches de 5 heures par jour. Chacun des parents travaille pendant une des deux tranches de sorte qu'un des parents puisse toujours être avec les enfants. Le temps de travail hebdomadaire serait réduit à 25 heures, mais la durée de travail durant la vie entière serait prolongée en conséquence, et cela sans compensation salariale. Dans Das polygame Geschlecht, elle a décrit dans un chapitre ce qu'elle croit être l'amour.
Esther Vilar a été mariée deux fois, en premier mariage avec un chirurgien argentin, en second mariage avec l'écrivain Klaus Wagn. Ensemble, ils ont dirigé la maison d'édition Caann-Verlag,.

## Œuvre
- The Manipulated Man, Pinter & Martin, 1998 (ISBN 0-9530964-2-4)
- The Polygamous Sex: A man's right to the other woman, W. H. Allen, 1976 (ISBN 0-491-01737-5), trad. fr. Le Sexe Polygame: Ou le droit de l'homme à plusieurs femmes, Omnia Veritas, 2017
- Speer, Transit, 1998 (ISBN 3-88747-128-8) (play)
- El discurso inaugural de la papisa americana: The inaugural address of the American papess, Lectorum, 1982 (ISBN 84-02-09008-7)
- Alt, Herbig Verlagsbuchhandlung, 1980 (ISBN 3-7766-1089-1)
- De gedresseerde man, Tritonpers, 1971 (ISBN 90-6057-032-4); trad. française (par Raymond Albeck), L'Homme subjugué, Stock, 1972.
- Het polygame geslacht, De Centaur, 1975 (ISBN 90-6057-023-5)
- Het einde van de dressuur, De Centaur, 1977 (ISBN 90-6057-224-6)
- Oud, De Centaur, 1980 (ISBN 90-6057-168-1)